# Francisco Zubieta
Francisco Zubieta (¿?, c. 1657 - Palencia, 7 de febrero de 1718) fue un compositor y maestro de capilla español.
No debe confundirse con Francisco Zubieta, arpista en la Catedral de Pamplona, compositor de Breve dies.

## Vida
Zubieta se formó musicalmente en Madrid con el maestro Cristóbal Galán.
Tras el fallecimiento de Andrés Barea el 20 de septiembre de 1680 quedó vacante el magisterio de la Catedral de Palencia. En las oposiciones realizadas el 15 de noviembre en Palencia, en las que se enfrentó a Juan Bonet de Paredes y Matías Juan de Veana, salió ganador y se trasladó a la ciudad desde Madrid.
En Palencia, Zubieta contó con la colaboración de Sebastián Durón, primer organista hasta 1692, para llevar a la metropolitana palentina a su mayor esplendor musical.
En 1692 pasó a la Catedral de Salamanca como maestro de capilla. Sin embargo, no permaneció mucho tiempo, ya que su ambición de convertirse en Catedrático de Música de la Universidad de Salamanca no se pudo llevar a cabo por estar el cargo en manos del maestro Diego Verdugo. Según los musicólogos Artero y Javier Pintado el maestro tuvo dificultades en Salamanca con los niños del coro, que le daban mucho trabajo. La cuestión es que su descontento debía ser conocido, porque el cabildo recibió diversas cartas de otros maestros interesándose por el cargo, entre ellos, Vicente Pantoja Galán, maestro de la Catedral de Oviedo, en 1694. Zubieta finalmente dejó el cargo el 5 de mayo de 1694.
En la controversia de la Missa Scala Aretina Zubieta tomó posición en contra de Francisco Valls.

Habiendo visto la postura de las cuatro voces en el Miserere nobis de la misa Scala Aretina del señor don Francisco Valls, presbítero, maestro de capilla de la santa iglesia de Barcelona, me ha causado novedad la entrada del segundo tiple en novena con el bajo y segunda con el alto, y, sin ligar, da, al compás inmediato, en la octava con el bajo, postura bien dura; y bien sabe el señor maestro Valls que toda ligadura consta de tres partes esenciales, que son prevención, ligadura y desligar, y en la entrada de dicho tiple no hay nada de esto, y se falta a los preceptos principales de la música, a que todos nos debemos arreglar, y si no, no habrá fundamento fijo en ella, y a poco tiempo nos hallaremos con estas quimeras y licencias sin música sonora, no más que porque tal autor y tal maestro hizo la postura de voces que se le previno  [sic] en sus obras, y que, aunque sea contra el arte, hayan de pasar por buenas es rigor, y peor la porfía cuando no se reduce la razón a la verdad. Y si los autores que cita el señor maestro Valls hicieran alguna travesura de ingenio en sus obras, sería de otro género, y no tan clara y manifiesta como el señor maestro Valls propone en la entrada de especie falsa; por lo que no hallo ni discurro salida alguna en su abono, y la doy por mala, por más que se quiebren las cabezas los que intentan defenderla sin fundamento.
En cuanto a que el señor maestro Valls suponga figura en si bemol, y quiera que la pausa (que significa callar) cante en dicho signo, es impracticable, porque la pausa indica silencio, y en donde hay silencio no se oye voz alguna, ni se puede suponer; de manera que la pausa es para callar y aguardar tiempo, según el valor de ella, gastando el mismo tiempo callando que se gastaría cantando. Por lo cual dice Otomano Lisinio Argentino: Pausa dicitur vocis intermissio; significat illud ab inceptu desistere, sive quietem captare.
La pausa dice omisión de voz, la cual significa la cosa comenzada, y recibir quietud; pues siendo esto así, ¿cómo quiere el señor maestro Valls que su imaginado discurso atropelle a los demás para su intento inconducible? Acuerdóme haber visto y oído en los libros de misas de los maestros antiguos, como son Rogier, Guerrero, Lobo y otros muchos que no cito, que eligen las consonancias más selectas y de más primor para sus obras, y que con su armonía causan devoción y conflicto  [sic] a todos los que las oyen; y aun en los maestros modernos vemos ejecutado esto mismo, como son las misas de los maestros Capitán, Patiño y Galán; y todos arreglados a la mejor armonía para obras de latín. En el romance ya hay más licencia y libertad para correr la pluma, y más en la era que experimentamos en la música minuetes, arias y recitados; pues no dudo que si resucitaran los grandes maestros que nos dejaron preceptos loables y fijos, no la conocerían; es fatalidad, y sólo se deja a Dios. Y con todo esto pretende el señor maestro Valls que en un Miserere nobis, que es su significación pedir misericordia a Nuestro Señor, sea pedida y suplicada con desazón, previniendo especies disonantes sin la ley que piden para su buena consonancia; y que con su mal sonido desconcierten los oídos, es lo que no se puede tolerar ni sufrir; y lo peor es el tiempo que se malogra gastándole en duplicadas cartas, papelones e impresiones, no siendo la materia ni del servicio de Dios ni de sustancia para el aumento de la mejor música, antes bien de irrisión y mala inteligencia; y así, en mi corto sentir, es mala, inútil y superflua esta controversia, por las razones que tengo significadas, y porque se falta a la observancia y verdadera doctrina que todos los inteligentes en la facultad nos tienen enseñada y practicada. Así lo siento, salvo, etc. Palencia, y noviembre treinta de mil setecientos y diez y seis.
Don Francisco Zubieta.

En Palencia lo había sustituido Matías Juan de Veana, que había conseguido traer de Madrid al organista José Urroz. En 1693 Veana fue nombrado maestro de capilla del Monasterio de la Encarnación de Madrid y dejó el cargo en Palencia vacante. Zubieta se ofreció desde Salamanca a ocupar el cargo y el cabildo aceptó. Zubieta permanecería en el cargo hasta su fallecimiento, colaborando con Durón desde Madrid, intercambiando músicos e información.

El 4 de febrero [de 1718], entre tres y cuatro de la tarde, murió Francisco Zubieta, maestro de capilla de esta catedral, a los 61 años de edad y 36 de residencia en ella, en donde cumplió exactamente su ministerio, por haber sido uno de los mejores maestros de las iglesias de España.

## Obra
No se conservan muchas obras del maestro Zubieta. En Palencia se encuentran:
- Laetatus sum, salmo a 4 y 8 voces con acompañamiento;
- Magnificat, a ocho voces y dos coros con caompañamieno.
- Hermoso cupido, soberano rey, villancico a 4 voces con acompañamiento;
- Moradores del sacro cenit, villancico a 8 voces con acompañamiento;
- Pues te buscan llorando mis ojos, villancico a 4 voces con acompañamiento;
- Puesto que son tan sabios los serafines, villancico;
- Quien dé aplausos tan festivos, villancico, dúo de tiple y tenor, con acompañamiento.

En Salamanca se conserva:
- Parce mihi Domine, oficio de difuntos a 8 voces y acompañamiento al arpa; fue compuesto para las honras fúnebres de la reina María Luisa de Orleans.